# Croatá
Croatá est une municipalité brésilienne de l’État du Ceará. En 2016, elle compte 17 802 habitants.

## Source
- (pt) Cet article est partiellement ou en totalité issu de l’article de Wikipédia en portugais intitulé « Croatá » (voir la liste des auteurs).